# Gwardia Koszalin (piłka ręczna)
KSPR Gwardia Koszalin - klub piłki ręcznej z Koszalina, założony w 1966 roku, występujący w rozgrywkach pod nazwą E.Link Gwardia Koszalin.  W sezonie 2024/2025 grający w Lidze Centralnej mężczyzn.

## Historia
Sekcja piłki ręcznej Gwardii Koszalin została założona w 1966 roku. Występowali w niej głównie zawodnicy trenujący w MKS Znicz Koszalin. W 1993 roku klub awansował do Ekstraklasy, w 1994 roku sekcja piłki ręcznej usamodzielniła się. Od 1994 roku Gwardia balansowała na poziomie I i II ligi. W 2024 roku po wygraniu Turnieju Mistrzów w Płocku awansowała do Ligi Centralnej.